# Bruno Vilar
Bruno Vilar (3 de marzo de 1942 – 23 de junio de 1978) fue un poeta y actor teatral y cinematográfico de nacionalidad italiana.

## Biografía
Su verdadero nombre era Bruno Villaraggia, y nació en Gravellona Toce, Italia, durante la Segunda Guerra Mundial.
Pronto inició su actividad artística como poeta y como actor, siendo un intérprete sensible y profundo, tímido y sencillo. Afincado en Milán, trabajó con diversos directores teatrales, entre ellos Giorgio Strehler en el Piccolo Teatro di Milano.
Más adelante se dedicó a la radio, trabajando en la primera Radio libere, surgida tras la liberación de las ondas.
El 18 de diciembre de 1972 se casó con la actriz Paola Borboni, cuarenta y dos años mayor que él. Su unión se rompió trágicamente el 23 de junio de 1978 a causa de un accidente de tráfico, a consecuencia del cual falleció Vilar, resultando Borboni con secuelas que le obligaron a utilizar muletas.

## Filmografía
- I promessi sposi, de Sandro Bolchi (1967)
- Processi a porte aperte: Losey il bugiardo, de Fulvio Tolusso (1968)
- La freccia nera, de Anton Giulio Majano (1969)
- Arsène Lupin, de Jacques Armand (1971)
- Bello come un arcangelo, de Alfredo Giannetti (1974)
- Marco Visconti, de Anton Giulio Majano (1975)
- Nerone, de Mario Castellacci y Pier Francesco Pingitore (1977)
- Il commissario De Vincenzi, de Mario Ferrero (1977)